# Al-Karkh SC
Der Al-Karkh Educational Sports Club (arabisch نادي الكرخ التربوي الرياضي, DMG Nādī l-Karḫ at-tarbawī ar-riyāḍī), auch bekannt als Al-Karkh Sports Club, ist ein 1963 gegründeter irakischer Sportverein aus Bagdad. Aktuell (Stand Juli 2025) spielt der Verein in der ersten Liga.

## Erfolge
- Irakischer Zweitligavizemeister:  2012/13, 2017/18
- Irakischer Pokalsieger: 2021/22
- IFA Shield-Finalist: 1996

## Stadion
Der Verein trägt seine Heimspiele im Al-Saher Ahmed Radhi Stadium in Bagdad aus. Das Stadion hat ein Fassungsvermögen von 5150 Personen.

## Trainer
| Trainer           | Nation   | von              | bis              |
| ----------------- | -------- | ---------------- | ---------------- |
| Adnan Dirjal      | Irak     | 1. Juli 1991     | 30. Juni 1992    |
| Manuel Matias     | Portugal | 1. Juli 2013     | 28. Februar 2014 |
| Essam Hamad       | Irak     | 19. Februar 2014 | 20. Oktober 2015 |
| Ahmed Daham       | Irak     | 5. Dezember 2016 | 9. Januar 2017   |
| Karim Salman      | Irak     | 31. August 2017  | 2. Dezember 2020 |
| Ahmad Abdul-Jabar | Irak     | 2. Dezember 2020 | 1. November 2021 |
| Razzaq Farhan     | Irak     | 27. Juli 2021    | 4. November 2021 |
| Ahmad Abdul-Jabar | Irak     | 21. Februar 2022 | 18. Januar 2024  |
| Haitham Shaaban   | Irak     | 19. Januar 2024  | 14. Januar 2025  |
| Ahmad Abdul-Jabar | Irak     | 15. Januar 2025  | 6. Juli 2025     |
| Ayman Hakeem      | Syrien   | 4. Juli 2025     |                  |

## Basketball
Irakischer Meister: 1980/81, 1981/82, 1982/83, 1984/85, 1990/91, 1991/92, 1996/97, 1999/2000, 2000/01, 2001/02, 2004/05, 2007/08, 2015/16